# Judd Nelson
Judd Asher Nelson (ur. 28 listopada 1959 w Portland) − amerykański aktor filmowy i telewizyjny, scenarzysta i producent filmowy. W 1988 był nominowany do Złotego Globu za rolę w Billionaire Boys Club.

## Życiorys

### Wczesne lata
Urodził się w Portland, w stanie Maine w żydowskiej rodzinie jako jedyny syn Merle (z domu Royte), mediatorki sądowej i byłej członkini Legislatury stanu Maine, i Leonarda Nelsona, prawnika, który był pierwszym żydowskim dyrektorem Portland Symphony Orchestra. Wychowywał się z dwiema siostrami − Eve i Julie. Uczęszczał do szkoły w St. Paul’s School w Concord, w stanie New Hampshire, i Waynflete School w Portland, w stanie Maine. Studiował w Haverford College w Pensylwanii, pozostając na jego drugim roku. Później przeniósł się na Manhattan, aby studiować aktorstwo u Stelli Adler.

### Kariera
Debiutował rolą rockera Johnny’ego w musicalu Rock 'n' Roll Hotel (1983). Potem wystąpił w komedii młodzieżowej Płatny student (Making the Grade, 1984) i komediodramacie Kevina Reynoldsa Fandango (1985) z Kevinem Costnerem. Przełomem okazała się rola Johna Bendera w komediodramacie Johna Hughesa Klub winowajców (The Breakfast Club, 1985) i postać Aleca Newbury, yuppie prowadzącego karierę w polityce w filmie Joela Schumachera Ognie św. Elma (St. Elmo's Fire, 1985) obok takich aktorów jak Emilio Estevez, Anthony Michael Hall, Rob Lowe, Andrew McCarthy, Demi Moore, Molly Ringwald i Ally Sheedy.

## Filmografia

### Filmy fabularne
- 1983: Rock 'n' Roll Hotel jako Johnny
- 1985: Klub winowajców (The Breakfast Club) jako John Bender
- 1985: Fandango jako Phil Hicks
- 1986: The Transformers: The Movie jako Hot Rod/Rodimus Prime (głos)
- 1994: Odlotowcy (Airheads) jako Jimmie Wing
- 2001: Jay i Cichy Bob kontratakują (Jay and Silent Bob Strike Back) jako szeryf
- 2009: Święci z Bostonu 2: Dzień Wszystkich Świętych (The Boondock Saints II: All Saints Day) jako Concezio Yakavetta
- 2013: Perwersyjna siostra (Nurse 3-D) jako dr Morris

### Seriale TV
- 1986: Na wariackich papierach (Moonlighting) jako policjant
- 1992: Opowieści z krypty (Tales from the Crypt) jako Gaston
- 1996-2000: A teraz Susan (Suddenly Susan) jako Jack Richmond
- 2007: Las Vegas jako Ollie
- 2007: CSI: Kryminalne zagadki Nowego Jorku jako wykonawca papierosów
- 2009: Transformers Animated jako Rodimus Prime (głos)
- 2010: Świry (Psych) jako dr Reidman
- 2010: Dwóch i pół (Two and a Half Men) jako Chris